# Earl Peterson
Earl Peterson (* 24. Februar 1927 in Paxton, Illinois; † Mai 1971) war ein US-amerikanischer Country-Musiker. Sein bekanntester Song ist der Boogie Blues.

## Leben

### Kindheit und Jugend
Earl Peterson wurde in Illinois geboren, doch zogen seine Eltern mit ihm nach Michigan, noch bevor er zwei Jahre alt war. Peterson entwickelte schon als kleines Kind ein Interesse für Musik. Mit zwei lernte er Gitarre zu spielen, mit 14 lernte er Schlagzeug. Als Jugendlicher trat er auf lokalen Veranstaltungen auf. Seine erste eigene Radioshow hatte er auf WOAP in Owosso, Michigan.

### Karriere
Nach der Schule begann Peterson Jura zu studieren, gab sein Studium jedoch zu Gunsten einer Karriere als Musiker auf. Mitte 1950 hatten Peterson und seine Band, die Sons of the Golden West, zwei tägliche Radioshows, eine morgens von um viertel vor sieben bis um sieben, sowie eine am Mittag. Bei dem kleinen Nugget-Label, das Peterson und seiner Mutter gehörte, veröffentlichte er seine erste Single, Michigan Waltz / Take Me Back To Michigan. Im Januar 1954 reiste Peterson nach Memphis, Tennessee, um bei Sam Phillips, Besitzer der Sun Records, vorzuspielen. Peterson kannte Phillips durch seine Arbeit bei verschiedenen Radiosendern. Phillips gefiel Petersons selbst geschriebener Song Boogie Blues. Insgesamt spielte er vier Titel bei Sun ein, von denen jedoch nur der Boogie Blues zusammen mit In The Dark veröffentlicht wurde. Die Platte fand kaum Beachtung, lediglich 2672 Exemplare wurden verkauft.
Ab 1955 arbeiteten Peterson und seine Band auf WCEN in Mount Pleasant, wo er eine Morgendshow namens „Melody Trails“ und eine Abendsendung, „Country Junctions“, hatte. Für den Sender arbeitete er außerdem als Direktor und übernahm weitere Aufgaben. Mit seiner Mutter besaß er einen kleinen Club, in dem er zusammen mit seiner Band jeden Samstagabend auftrat. Im selben Jahr war Peterson zu Columbia Records gewechselt.
Nach Petersons Zeit bei Columbia trat er weiterhin mit seiner Band in dem Club seiner Mutter auf, wo er auch andere Gastmusiker begleitete. 1960 zog er mit seiner Familie nach Greenville, Michigan, wo er den Radiosender WPLB gründete. Schon ein Jahr später gab er seine Karriere als Musiker auf, arbeitete aber weiterhin beim Radio. 1965 wurde Peterson Krebs diagnostiziert. Die letzten Jahre seines Lebens verbrachte er mit der Arbeit bei seinem Radiosender, bis er 1971 starb. Aufgrund seiner zahlreichen Auftritte im Radio hatte er den Beinamen Michigan’s Singing Cowboy. Sein Boogie Blues wurde 2005 in dem Film Walk the Line verwendet.

## Diskografie
| Jahr | Titel                                                                | Plattenfirma |
| ---- | -------------------------------------------------------------------- | ------------ |
| 1950 | The Michigan Waltz / Take Me Back To Michigan                        | Nugget 1     |
| 1954 | Boogie Blues / In The Dark                                           | Sun          |
| 1955 | Boogie Blues / Believe Me                                            | Columbia     |
| 1955 | I’m Not Buying, Baby / Be Careful Of The Heart You’re Going To Break | Columbia     |
| 195? | I Ain’t Gonna Fall In Love / I’ll Life My Live Alone                 | Columbia     |
| 195? | World Of Make Believe / You Gotta Be My Baby                         | Columbia     |